# 蒿苹四蕊槭
蒿苹四蕊槭（学名：Acer tetramerum var. haopingense）为槭树科枫属下的一个变种。

## 扩展阅读
- 維基物種上的相關：蒿苹四蕊槭